# Puzzle

Puzzle bidimensional de tip jigsaw (decupaj)

Jocul de puzzle constă în reconstituirea unei imagini sau a unui obiect tridimensional având la dispoziție numeroase piese (diferite ca formă și culoare) ce se pot intercala. Pentru cele mai multe persoane, această activitate este un hobby.
Istoria acestui tip de joc pornește de la o pictură sau un desen realizat pe o placă de lemn care apoi este decupată în mici forme ce pot fi mai apoi reasamblate. După aproximativ 300 de ani de la primele forme de joc, puzzle-ul este astăzi realizat din carton, întrucât acest material este mai convenabil. De asemenea, în locul picturii, intervine tiparul, astfel că jocurile pot avea un conținut mare de detalii precum și o libertate mai mare în alegerea imaginii ce urmează a fi realizată. După tipar, cartonul este decupat folosind un cuțit-matriță metalic după un contur complex.
Jocul poate avea de la 4-9 piese până la mii de piese, mărind astfel dificultatea dar și interesul pasionaților.

## Denumire
Originar, în limba engleză, puzzle denumește orice tip de joc, jucărie sau problemă care solicită ingeniozitate, logică, perspicacitate și perseverență pentru a ajunge la o soluție. Limba română a preluat acest termen pentru ceea ce în engleză se numește jigsaw puzzle (puzzle-decupaj).

## Tipuri de puzzle
Există două categorii:
- Bidimensional: Este cel mai comun. O imagine este decupată în mai multe bucăți (piese), scopul jocului fiind de a reconstitui imaginea inițială prin asamblarea pieselor, al căror număr variază între câteva (6-12 puzzle-uri pentru copii) și câteva mii (puzzle-uri-hobby, care necesită foarte multă răbdare dar mai ales timp)
- Tridimensional: Este asemănător celui bidimensional, dar vizează construcția unui obiect, cum ar fi o clădire sau un corp geometric, aproximativ jocului LEGO, în loc de o imagine.

## Logo Wikipedia
Logo-ul Wikipedia este și el un puzzle. Reprezintă o sferă tridimensională formată din diverse piese (cu piesa de deasupra lipsă) simbolizând munca de echipă și o enciclopedie fără sfârșit sau într-o expansiune permanentă.